# بيت ظميدان (ساة)
'

تعديل مصدري - تعديل

بيت ظميدان هي إحدى قرى عزلة ساه بمديرية ساة التابعة لمحافظة حضرموت، بلغ تعداد سكانها 211 نسمة حسب تعداد اليمن لعام 2004.